# Kongens Retterting
Rettertinget, egentlig Kongens Retterting, var Danmarks øverste domstol fra omkring middelalderen til 1661, da Rettertinget blev afløst af Højesteret.
Rettertinget udgjordes af kongen og Rigsrådet. Mens kongen havde rollen som dommer, kunne medlemmerne af Rigsrådet betragtes som hans rådgivere. Særligt Christian 4. var aktiv i Rettertinget.
Rettertinget kendes fra omkring 1000-tallet, hvor det var ret løst defineret og knyttede sig til kongens personlige magt. Det tog sig primært af jordsager. Oprindeligt behandlede Rettertinget primært sager, hvori adelen var involveret, men efter 1600 udvikler den sig i retning af at være den primære appeldomstol. I løbet af middelalderen udvikler tinget sig til at være en vigtig platform for den dømmende og den udøvende magt. I takt hermed var de afsagte domme med til at skabe ret, og fra 1536 fik tinget karakter af egentlig øverste appelret.
Domstolens forhandlinger var alene mundtlige, og dommene blev ikke offentliggjort officielt, men en række af dem blev optaget i domssamlinger, som private udgav. Efter reformationen indførtes egentlige domsbøger. Med tiden blev kongernes myndighed som dommere blev udvidet, og rettertinget tog sig blandt andet af sager om fast ejendom. Fra omkring 1400-tallet fungerede medlemmerne af rigsrådet som dommere og meddommere, når kongen ikke var til stede. 
Foruden rettertinget fandtes lokale domstole, herredsting og byting og regionale landsting. 

## Ekstern henvisning
Retsvæsen: Kongens retterting på Rigsarkivets hjemmeside